# UCI America Tour 2025
Die UCI America Tour 2025 ist die 21. Austragung einer Serie von Straßenradrennen auf dem amerikanischen Kontinent, die zwischen dem 12. Januar 2025 und dem 12. Oktober 2025 stattfindet. Die UCI America Tour ist Teil der UCI Continental Circuits und liegt von ihrer Wertigkeit unterhalb der UCI ProSeries und der UCI WorldTour.

## Rennen
| Datum               | Land | Rennen                                                     | Klasse | Sieger              | Team                   |
| ------------------- | ---- | ---------------------------------------------------------- | ------ | ------------------- | ---------------------- |
| 12. – 19. Januar    | VEN  | Vuelta al Táchira                                          | 2.2    | Eduin Becerra       | Team Trululu           |
| 4. – 6. April       | JAM  | Jamaica International Cycling Classic                      | 2.2    | Sergio Henao        | Team Medellin-EPM      |
| 23. – 27. April     | USA  | Tour of the Gila                                           | 2.2    | Kieran Haug         | Project Echelon Racing |
| 30. April – 4. Mai  | GUA  | Vuelta BANTRAB                                             | 2.2    | Wilson Estiben Peña | Team Sistecredito      |
| 11. – 15. Juni      | CAN  | Tour de Beauce                                             | 2.2    | Diego Camargo       | Team Medellín-EPM      |
| 18. Mai             | USA  | Gran Premio New York City                                  | 1.2    | Sean Christian      | Team Skyline           |
| 1. – 10. August     | COL  | Vuelta a Colombia                                          | 2.2    |                     |                        |
| 7. – 14. September  | VEN  | Vuelta Ciclista a Venezuela                                | 2.2    |                     |                        |
| 17. – 21. September | BRA  | Tour do Brasil Volta Ciclística de São Paulo-Internacional | 2.2    |                     |                        |
| 6. – 12. Oktober    | ECU  | Vuelta al Ecuador                                          | 2.2    |                     |                        |
| 8. – 12. Oktober    | BRA  | Volta Ciclística de Santa Catarina                         | 2.2    |                     |                        |